# Patrones de sustitución en hidrocarburos aromáticos
Los patrones de sustitución en hidrocarburos aromáticos forman parte de la química orgánica de los derivados del benceno y definen la posición de los sustituyentes distintos del hidrógeno en relación con los átomos de carbono del hidrocarburo aromático.

## Sustituciónorto,metayparaen derivados disustituidos

Principales patrones de sustitución en hidrocarburos aromáticos.

Los átomos de carbono del anillo hexagonal del benceno se nombran del 1 al 6, comenzando con el carbono que tenga un sustituyente distinto del hidrógeno y en el sentido en que los números que se emplean como localizadores sean los más bajos posibles.
- En la sustitución orto, los dos sustituyentes ocupan posiciones próximas o continuas entre sí, que se numeran como carbonos 1 y 2. En la figura, esas posiciones se han señalado con los símbolos R y orto.
- En la sustitución meta, los dos sustituyentes ocupan las posiciones 1 y 3. En la figura, esas posiciones se han señalado con los símbolos R y meta.
- En la sustitución para, los dos sustituyentes ocupan las posiciones opuestas 1 y 4. En la figura, esas posiciones se han señalado con los símbolos R y para.

Las toluidinas sirven como ejemplo de estos tres tipos de sustitución.

## Sustituciónipso,mesoyperi

Sustitución en posición ipso.
Sustitución en posición meso.
Sustitución en posición peri.

- Sustitución en posición ipso describe un compuesto con dos sustituyentes que comparten la misma posición del anillo en un compuesto intermediario de una sustitución electrofílica aromática.
- Sustitución en posición meso se refiere a los sustituyentes que ocupan una posición bencílica. Se observa en compuestos como calixarenos y acridinas.
- Sustitución en posición peri ocurre en compuestos como naftalenos para sustituyentes en las posiciones 1 y 8.

## Sustitucióncineytele
- En la sustitución cine, el grupo entrante toma una posición adyacente a la ocupada por el grupo saliente. Por ejemplo, la sustitución cine se observa en la química de arinos.[1]
- La sustitución tele tiene lugar cuando la nueva posición se aleja del anillo en más de un átomo.[2]

## Origen
Los prefijos orto, meta, y para derivan del griego, y significan recto o correcto, siguiente o después, y similar a o semejante, respectivamente. La relación con el significado actual quizás no sea tan obvia. La denominación orto se usó históricamente para designar al compuesto original, y un isómero era llamado el compuesto meta.  Por ejemplo, los nombres tradicionales ácido ortofosfórico y ácido metafosfórico no tienen nada que ver con los compuestos aromáticos. De igual modo, la denominación para se reservó sólo para compuestos estrechamente relacionados. J. J. Berzelius llamó originalmente a la forma racémica del ácido aspártico ácido paraaspártico (o simplemente ácido racémico, otro término obsoleto de 1830.[cita requerida]
El uso de las denominaciones orto, meta y para para los anillos bencénicos con dos sustituyentes se inició con Wilhelm Körner en el período 1866–1874, aunque él escogió reservar el prefijo orto para el isómero 1,4 y el prefijo meta para el isómero 1,2.  La nomenclatura actual (de nuevo diferente de la actual) fue introducida por la Sociedad Química en 1879.

## Ejemplos
Un ejemplo de uso de esta nomenclatura se da en los isómeros del cresol: 
Catecol (orto), resorcinol (meta) e hidroquinona (para) también son isómeros:
El ácido ftálico (orto) tiene dos isómeros, el isómero meta o ácido isoftálico y el isómero para o ácido tereftálico: